# Chiesa di San Giacomo Apostolo (Monteroni d'Arbia)
La chiesa di San Giacomo Apostolo si trova a Mugnano, nel comune di Monteroni d'Arbia.

## Storia e descrizione
La chiesa, oggi impoverita per le molte alterazioni, fu creata dal beato Colombini che aveva fondato in quel luogo un monastero.
È citata nel 1302-1303, ma la sua condizione non fu mai florida, tanto che nel Settecento l'edificio, in stato di degrado, fu completamente ristrutturato.
Se l'interno, ad aula unica, fu rinnovato con la costruzione di tre altari barocchi, l'esterno mantenne il profilo medievale, col coronamento a tre fasce di dentelli in cotto che racchiudono mattoni posti per spigolo; il campanile a vela, con le due monofore a sesto acuto, è un probabile rifacimento in stile neogotico.